# Mijaín López
Mijaín López Núñez (Pinar del Río, 20 agosto 1982) è un ex lottatore cubano, specializzato nella lotta greco-romana, campione olimpico nei pesi supermassimi in cinque edizioni consecutive dei Giochi (Pechino 2008, Londra 2012, Rio de Janeiro 2016, Tokyo 2020 e Parigi 2024). È il primo lottatore ad aver vinto cinque ori, nonché l'unico atleta in assoluto ad aver vinto cinque medaglie d'oro olimpiche consecutive in una disciplina individuale.

## Biografia
Ha rappresentato Cuba ai Giochi olimpici estivi di Atene 2004, Pechino 2008, Londra 2012, Rio de Janeiro 2016, Tokyo 2020 e Parigi 2024, ed è stato portabandiera della sua nazione nel 2008 e 2012. Dopo essere stato eliminato ai quarti di finale nel 2004, in tutte e cinque le successive manifestazioni ha vinto la medaglia d'oro nella lotta greco-romana, nelle categorie 120 kg (2008 e 2012) e 130 kg (2016, 2020 e 2024). Nel febbraio 2020 aveva annunciato il ritiro dopo i Giochi olimpici di Tokyo 2020, per poi tornare sui suoi passi e decidere di ritirarsi dopo i Giochi di Parigi 2024, nei quali ha vinto nuovamente la medaglia d'oro. È diventato il primo lottatore ad aver vinto cinque ori, nonché l'unico atleta ad aver vinto per cinque volte nella stessa disciplina individuale.
Oltre ai cinque ori olimpici è stato per 5 volte campione del mondo nel 2005 a Budapest, nel 2007 a Baku, nel 2009 ad Herning, nel 2010 a Mosca e nel 2014 a Tashkent, è arrivato per 3 volte secondo nel 2006 a Canton, nel 2011 ad Istanbul e nel 2015 a Las Vegas. Ha vinto inoltre la medaglia d'oro in cinque edizioni consecutive dei Giochi panamericani: Santo Domingo 2003 (120 kg.), Rio de Janeiro 2007 (120 kg.), Guadalajara 2011 (120 kg.), Toronto 2015 (130 kg.) e Lima 2019 (130 kg.).

## Palmarès
| Evento                            | Edizione                 | Medaglia | Categoria di peso |
| --------------------------------- | ------------------------ | -------- | ----------------- |
| Giochi olimpici                   | Pechino 2008             | Oro      | 120 kg            |
| Giochi olimpici                   | Londra 2012              | Oro      | 120 kg            |
| Giochi olimpici                   | Rio de Janeiro 2016      | Oro      | 130 kg            |
| Giochi olimpici                   | Tokyo 2020               | Oro      | 130 kg            |
| Giochi olimpici                   | Parigi 2024              | Oro      | 130 kg            |
| Mondiali                          | Budapest 2005            | Oro      | 120 kg            |
| Mondiali                          | Canton 2006              | Argento  | 120 kg            |
| Mondiali                          | Baku 2007                | Oro      | 120 kg            |
| Mondiali                          | Herning 2009             | Oro      | 120 kg            |
| Mondiali                          | Mosca 2010               | Oro      | 120 kg            |
| Mondiali                          | Istanbul 2011            | Argento  | 120 kg            |
| Mondiali                          | Tashkent 2014            | Oro      | 130 kg            |
| Mondiali                          | Las Vegas 2015           | Argento  | 130 kg            |
| Giochi panamericani               | Santo Domingo 2003       | Oro      | 120 kg            |
| Giochi panamericani               | Rio de Janeiro 2007      | Oro      | 120 kg            |
| Giochi panamericani               | Guadalajara 2011         | Oro      | 120 kg            |
| Giochi panamericani               | Toronto 2015             | Oro      | 130 kg            |
| Giochi panamericani               | Lima 2019                | Oro      | 130 kg            |
| Campionati panamericani           | Marcaibo 2002            | Oro      | 120 kg            |
| Campionati panamericani           | Città del Messico 2003   | Argento  | 120 kg            |
| Campionati panamericani           | Città del Guatemala 2004 | Oro      | 120 kg            |
| Campionati panamericani           | Città del Guatemala 2005 | Oro      | 120 kg            |
| Campionati panamericani           | Rio de Janeiro 2006      | Oro      | 120 kg            |
| Campionati panamericani           | San Salvador 2007        | Oro      | 120 kg            |
| Campionati panamericani           | Colorado Springs 2008    | Oro      | 120 kg            |
| Campionati panamericani           | Maracaibo 2009           | Oro      | 120 kg            |
| Campionati panamericani           | Colorado Springs 2012    | Oro      | 120 kg            |
| Campionati panamericani           | Città del Messico 2014   | Oro      | 130 kg            |
| Universiadi                       | Smirne 2005              | Oro      | 120 kg            |
| Giochi centramericani e caraibici | Veracruz 2014            | Oro      | 130 kg            |
| Giochi centramericani e caraibici | Barranquilla 2018        | Oro      | 130 kg            |